# Campionati europei di 470 2006
I Campionati europei di 470 2006 si sono svolti a Balatonfüred, in Ungheria, dal 10 al 18 giugno 2006.

## Podi
| Evento        | Oro                                         | Argento                                | Bronzo                                 |
| 470 Open      | Francia Benjamin Bonnaud Romain Bonnaud     | Francia Ronan Dreano Ronan Floch       | Francia Pierre Leboucher Vincent Garos |
| 470 Femminile | Germania Stefanie Rothweiler Vivien Kussatz | Austria Sylvia Vogl Carolina Flatscher | Spagna Marina Gallego Laia Tutzó       |

## Medagliere
| Posiz. | Nazione  | Oro | Argento | Bronzo | Totale |
| ------ | -------- | --- | ------- | ------ | ------ |
| 1      | Francia  | 1   | 1       | 1      | 3      |
| 2      | Germania | 1   | 0       | 0      | 1      |
| 3      | Austria  | 0   | 1       | 0      | 1      |
| 4      | Spagna   | 0   | 0       | 1      | 1      |
| Totale | Totale   | 2   | 2       | 2      | 6      |